# The Tomorrow People (serie televisiva 1973)
The Tomorrow People è una serie televisiva britannica per ragazzi creata da Roger Price e trasmessa dal 1973 al 1979.

## Trama
La serie parla di un gruppo di adolescenti che sono la prossima fase dell'evoluzione umana, Homo superior. Questi Tomorrow People appaiono come persone normali ma hanno poteri superiori. Sono in grado di comunicare tra loro con le loro menti, percorrere lunghe distanze solo con il teletrasporto. I TP (Tomorrow People) vivono in una zona della metropolitana di Londra in disuso che chiamano "The Lab", qui hanno un alleato in più in TIM, un computer (metà macchina, metà parte organica). Viaggiano con un metodo chiamato jaunting, si passa da un luogo ad un altro, anche se per distanze enormi, nello spazio ad esempio, essi devono essere guidati da TIM tramite cinghie Jaunting. I TP passano attraverso una fase della loro adolescenza chiamata "Breaking out", questo è un preavviso e significa che stanno per diventare un TP.

## Personaggi & Interpreti
- TIM (voce di Philip Gilbert) - Computer biologico, programmato con un'intelligenza artificiale. È stato parzialmente costruito da John, il leader dei Tomorrow People ed è stato dato loro dal Consiglio Galattico.
- John (Nicholas Young) - Diciassettenne leader dei Tomorrow People.[1] È un inventore e scienziato.[2]  Ha costruito The Lab e il computer biologico, TIM, con l'aiuto del Consiglio Galattico.
- Carol (Sammie Winmill)
- Kenny (Stephen Salmon) - Avendo dodici anni è il più giovane dei quattro originali Tomorrow People.[3]
- The Spidron (John Woodnutt) - Malvagio alieno che assomiglia a una grande pianta che viene sulla Terra per estrarre un raro minerale direttamente dal nucleo del pianeta.
- Jedikiah (Francis de Wolff e Roger Bizley)
- Elizabeth M'Bondo (Elizabeth Adare)
- Tyso Boswell (Dean Lawrence)
- Patricia Conway (Anne Curthoys)
- Mike Bell (Mike Holoway)
- Pavla Vlasova (Anulka Dziubinska)
- Hsui Tai (Misako Koba)
- Andrew Forbes (Nigel Rhodes)
- Peter (Richard Speight) - Peter è un Telepath del 26 secolo che si riferisce alle correnti Tomorrow People come Homo novus (Uomo nuovo).[4] Anche se ha l'aspetto di un adolescente, ha in realtà 163 anni.[5]
- Zenon (Stephen Jack)
- Ginger ‘Ginge’ Harding (Michael Standing)
- Lefty (Derek Crewe)
- Chris Harding (Chris Chittell)
- Professor Cawston (Bryan Stanyon)

## Episodi
| Stagione         | Episodi | Prima TV originale | Prima TV Italia |
| ---------------- | ------- | ------------------ | --------------- |
| Prima stagione   | 13      | 1973               | inedita         |
| Seconda stagione | 13      | 1974               | inedita         |
| Terza stagione   | 13      | 1975               | inedita         |
| Quarta stagione  | 7       | 1976               | inedita         |
| Quinta stagione  | 6       | 1977               | inedita         |
| Sesta stagione   | 6       | 1978               | inedita         |
| Settima stagione | 6       | 1978               | inedita         |
| Ottava stagione  | 4       | 1979               | inedita         |

## Merchandise

### Fumetto
Una versione a fumetti, basata sulla serie, venne prodotta e scritta da Angus P. Allan e disegnata su Look-In in contemporanea con la trasmissione della serie. 

### Libri
Piccolo Books realizzò cinque romanzi ispirati alla serie: tre romanzi e due novelization.
| Romanzi                                                           | Novelization                    |
| ----------------------------------------------------------------- | ------------------------------- |
| The Visitor (1973) Three into Three (1974) Four into Three (1975) | One Law (1976) Lost Gods (1977) |

## Revivals

### Anni '90
Negli anni novanta Roger Price produsse una serie revival intitolata anch'essa The Tomorrow People e trasmessa dal 1992 al 1995.

### Audio revival
Nel 2001, la Big Finish Productions realizzò una serie di radiodrammi basata sulla serie originale e prodotta da Nigel Fairs. Nicholas Young e Philip Gilbert hanno ripreso il loro ruolo di John e TIM, con Helen Goldwyn e James Daniel Wilson nei ruoli di Elena e Paul, due nuovi Tomorrow People. 
Furono realizzate cinque serie di radiodrammi prima della cancellazione del progetto avvenuta nel 2007.

### Serie statunitense
Nel 2013 è stato realizzato un remake statunitense della serie originale anch'esso intitolato The Tomorrow People. 
A causa del poco successo ottenuto, la serie è stata cancellata dopo una sola stagione.